# Phyllanthus attenuatus
Phyllanthus attenuatus är en emblikaväxtart som beskrevs av Friedrich Anton Wilhelm Miquel. Phyllanthus attenuatus ingår i släktet Phyllanthus och familjen emblikaväxter.

## Underarter
Arten delas in i följande underarter:
- P. a. attenuatus
- P. a. incarum
- P. a. tucuruiensis